# European Journal of Economics and Economic Policies: Intervention
European Journal of Economics and Economic Policies: Intervention (EJEEP) ist eine englischsprachige Fachzeitschrift mit Peer-Review mit einem Schwerpunkt auf Makroökonomie, Institutionenökonomik und Wirtschaftspolitik.
Das EJEEP wurde erstmals 2004 unter dem Titel Intervention. Journal of Economics veröffentlicht, 2008 als Intervention. European Journal of Economics and Economic Policies neu aufgelegt und erschien zweimal jährlich. Seit 2013 wird sie unter dem aktuellen Titel dreimal jährlich bei Edward Elgar Publishing veröffentlicht. Aktuelle Herausgeber sind Stefan Ederer, Eckhard Hein, Marc Lavoie, Torsten Niechoj, Achim Truger und Till van Treeck.
Die Herausgeber möchten mit der Zeitschrift den Pluralismus in der Wirtschaftswissenschaft fördern. Sie betonen die Wichtigkeit von institutionellen und sozialen Faktoren, die das wirtschaftliche Leben prägen und vertreten die Position, nur eine sorgfältige Untersuchung deren könne zu theoretischen Erkenntnissen und adäquaten wirtschaftspolitischen Empfehlungen führen.